# Xvnkb

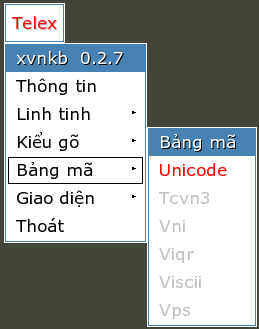
Hình chụp giao diện xvnkb điển hình

Xvnkb là chương trình hỗ trợ nhập liệu, hay còn gọi là bộ gõ đầu tiên hỗ trợ việc nhập liệu Tiếng Việt chạy trên nền bộ quản lý cửa sổ X trong các hệ điều hành GNU/Linux và BSD. Xvnkb là từ viết tắt của X-window VietNamese KeyBoard. Tác giả của xvnkb là anh Đào Hải Lâm. Hiện nay phiên bản mới nhất của xvnkb là xvnkb 0.2.11. Phần mềm được phát hành theo giấy phép nguồn mở GNU General Public License.

## Đặc tính
xvnkb có đầy đủ các chức năng của một bộ gõ tân tiến, như việc cho phép người dùng lựa chọn phương pháp nhập liệu và hỗ trợ nhiều bảng mã khác nhau, đặt phím tắt để chuyển kiểu gõ, kiểm tra chính tả tiếng Việt khi gõ, gõ lặp dấu...
- Các phương pháp nhập liệu được xvnkb hỗ trợ: 
  - VNI
  - Telex
  - VIQR

- Các bảng mã tiếng Việt được xvnkb hỗ trợ: 
  - TCVN3
  - Unicode
  - VNI
  - VIQR
  - Viscii
  - VPS

## CHIM
CHIM là chương trình hỗ trợ nhập liệu của cùng tác giả được viết cho các trình duyệt web bằng ngôn ngữ lập trình Javascript. CHIM có một phần mã được dựa trên xvnkb.